# 팬아메리칸 야구 선수권 대회
팬아메리칸 야구 선수권 대회 (Pan American Baseball Championship)는 팬아메리칸 야구 연맹 (Pan American Baseball Confederation, COPABE)이 주관하는 아메리카 지역 국가간의 국제 야구 대회이다. 야구 월드컵 아메리카 지역 예선을 위한 대회였으나 야구 월드컵이 폐지됨에 따라 이 대회 역시 폐지된 상태이다. 2003년 대회와 2006년 대회는 올림픽 예선을 겸했던 대회이다.

## 역대 대회 결과
| 연도      | 개최국       |                 | 우승         | 준우승            | 3위 |
| --------- | ------------ | --------------- | ------------ | ----------------- | --- |
| 1987      | 베네수엘라   | 쿠바            | 푸에르토리코 | 미국              |     |
| 1993      | 니카라과     | 니카라과        | 미국         | 푸에르토리코      |     |
| 1995      | 캐나다       | 쿠바            | 니카라과     | 캐나다            |     |
| 1998      | 니카라과     | 파나마          | 미국         | 니카라과          |     |
| 2000      | 파나마       | 파나마          | 니카라과     | 도미니카 공화국   |     |
| 2002      | 멕시코       | 쿠바            | 미국         | 도미니카 공화국   |     |
| 2003      | 파나마       | 쿠바            | 캐나다       | 멕시코            |     |
| 2004      | 콜롬비아     | 쿠바            | 콜롬비아     | 파나마            |     |
| 2006      | 쿠바         | 미국            | 쿠바         | 멕시코            |     |
| 2008 상세 | 베네수엘라   | 푸에르토리코    | 니카라과     | 멕시코            |     |
| 2010      | 푸에르토리코 | 도미니카 공화국 | 쿠바         | 미국 · 베네수엘라 |     |